# پاره‌خط
پاره‌خط در علم هندسه به قسمتی از خط گفته می‌شود که به دو نقطه انتهایی محدود شده و تمامی نقاط بین آن دو را در بر بگیرد.
در چندضلعی‌ها، پاره‌خط را ضلع می‌نامند، هرگاه دو نقطهٔ انتهایی آن در حکم دو رأس مجاور چندضلعی باشد؛ در غیر این صورت، به آن قطر گفته می‌شود.
اگر A و B دو نقطه انتهایی پاره خطی باشند این پاره خط را با نماد AB نشان می‌دهیم.
پاره‌خط‌ها یکی از مفاهیم پایه‌ای در هندسه و ریاضیات هستند و در بسیاری از علوم و فنون مورد استفاده قرار می‌گیرند. شناخت و درک عمیق این مفهوم می‌تواند به بهبود مهارت‌های تحلیلی و محاسباتی کمک کند.

پاره‌خط‌ها در هندسه، ریاضیات، علوم کامپیوتر، فیزیک، جغرافیا و ... کاربردهای گسترده‌ای دارند و در بسیاری از مسائل و محاسبات مورد استفاده قرار می‌گیرند.

تعریف هندسی پاره‌خط